# BMW Série 7 (E23)
La gamme de luxe BMW E23 était la première Série 7 de BMW et est arrivée sur le marché au printemps 1977. Elle a remplacé la gamme E3 produite depuis 1968. Le designer automobile français Paul Bracq était responsable de la gamme, mais il a dû faire des compromis dans la conception et a quitté BMW en 1974,.
Après la Série 5 de 1972, la Série 3 de 1975 et la Série 6 de 1976, les modèles Série 7 de la fin des années 1970 sont l'aboutissement provisoire de la réorganisation de la gamme des voitures particulières de BMW. Les quatre gammes ont maintenant été réorganisées par une désignation de modèle et des caractéristiques de conception récurrentes. La successeur de l’E23 est l’E32, qui a été construite à partir de l'automne 1986.

## Historique du modèle

### General

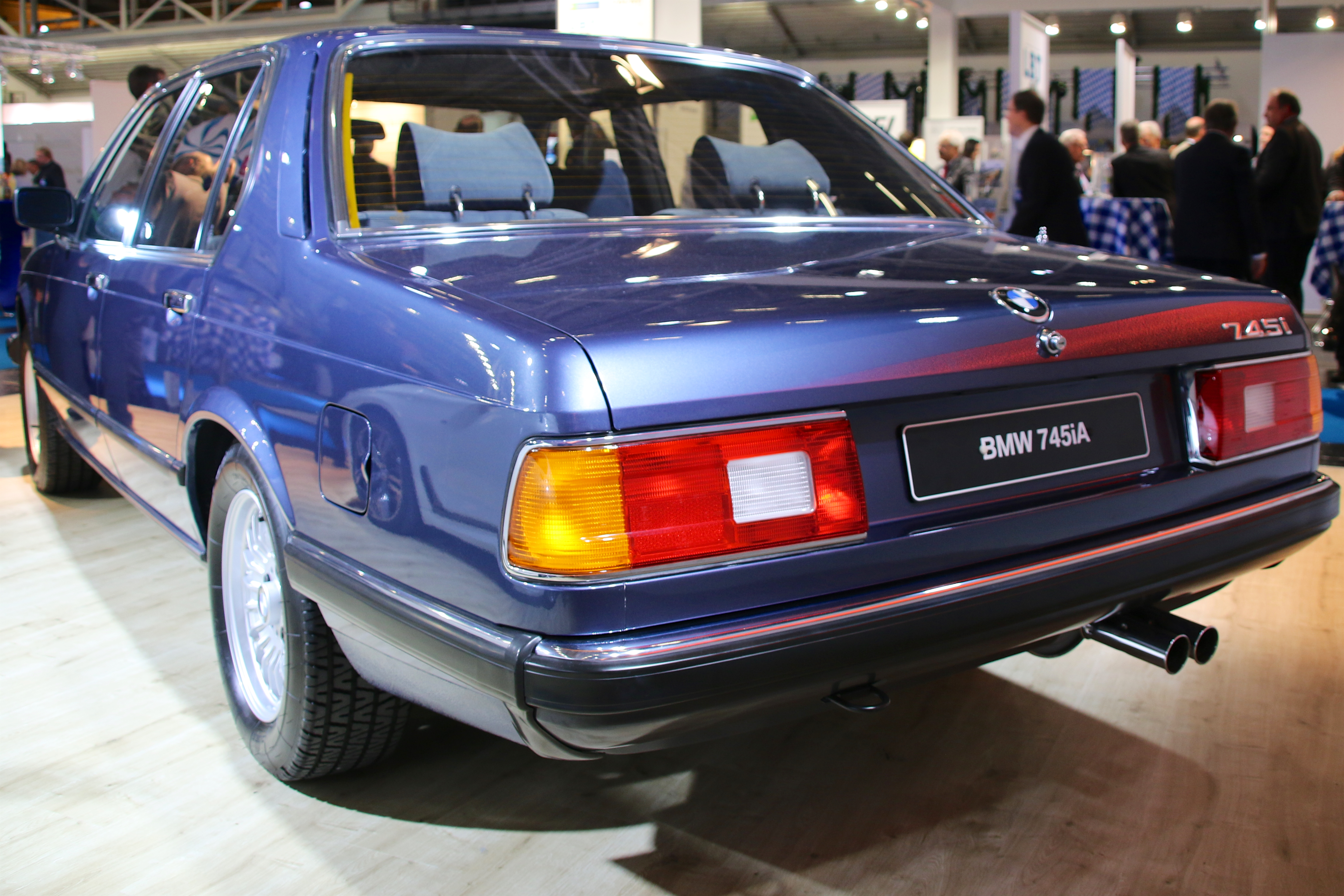
Vue arrière

Lors du lancement sur le marché en mai 1977, les modèles 728, 730 et 733i avec les moteurs M30 repris du modèle E3 précédent étaient initialement dans la gamme. Officiellement, le coupé Série 6 (E24) présenté début 1976 anticipait de nombreuses caractéristiques de conception de la BMW Série 7; le châssis du coupé était toujours basé sur celui du premier modèle de la série 5, l’E12.
Le système de freinage antiblocage (ABS), qui avait été développé par Mercedes-Benz en collaboration avec Bosch, a été introduit dans l’E23 en 1979. De même, en septembre 1979, tous les moteurs étaient équipés du système d'injection électronique du collecteur d'admission L-Jetronic de Bosch. La BMW 728i a remplacé les modèles 728 et 730. La 732i avec électronique de moteur numérique (Bosch Motronic) a remplacé la 733i. La BMW 735i a été ajoutée à la gamme de véhicules. Autre nouveauté, la BMW 725i. Cela n'était disponible que pour certains marchés d'exportation et les autorités en Allemagne.
Le modèle haut de gamme, la 745i, est arrivé sur le marché en avril 1980 avec un moteur de 3,2 litres, connu de la 732i, qui atteignait une puissance de 185 kW (248 ch) grâce à l'utilisation d'un turbocompresseur et d'un refroidisseur intermédiaire. Trois ans plus tard, le moteur de la 735i a servi de base à la 745i, qui n'a pas changé les performances, mais a seulement apporté plus de couple.

### Lifting
Avec l'introduction des 728i/732i fin 1979, les commandes rotatives sur le tableau de bord pour le chauffage et la ventilation ont été repensées. La distribution d'air était réalisée par des boutons pneumatiques et l'horloge analogique a été remplacée par une horloge numérique. Cela a fait de la place pour l'ordinateur de bord disponible en option. En août 1982, il y a eu un lifting majeur. En plus d'autres modifications du véhicule - l'avant a été révisé sur le plan aérodynamique - le moteur avec turbocompresseur de la 735i a été utilisé dans le modèle 745i. La puissance du moteur n'a pas changé, mais la réponse et la puissance de traction ont été augmentées.
À partir de 1984, la 735i était disponible avec un convertisseur catalytique, uniquement en conjonction avec la transmission automatique jusqu'en janvier 1985. D'octobre 1984 à août 1986, 1 237 unités ont été livrées. De janvier 1985 à août 1986, 738 unités ont été livrées avec une transmission manuelle.

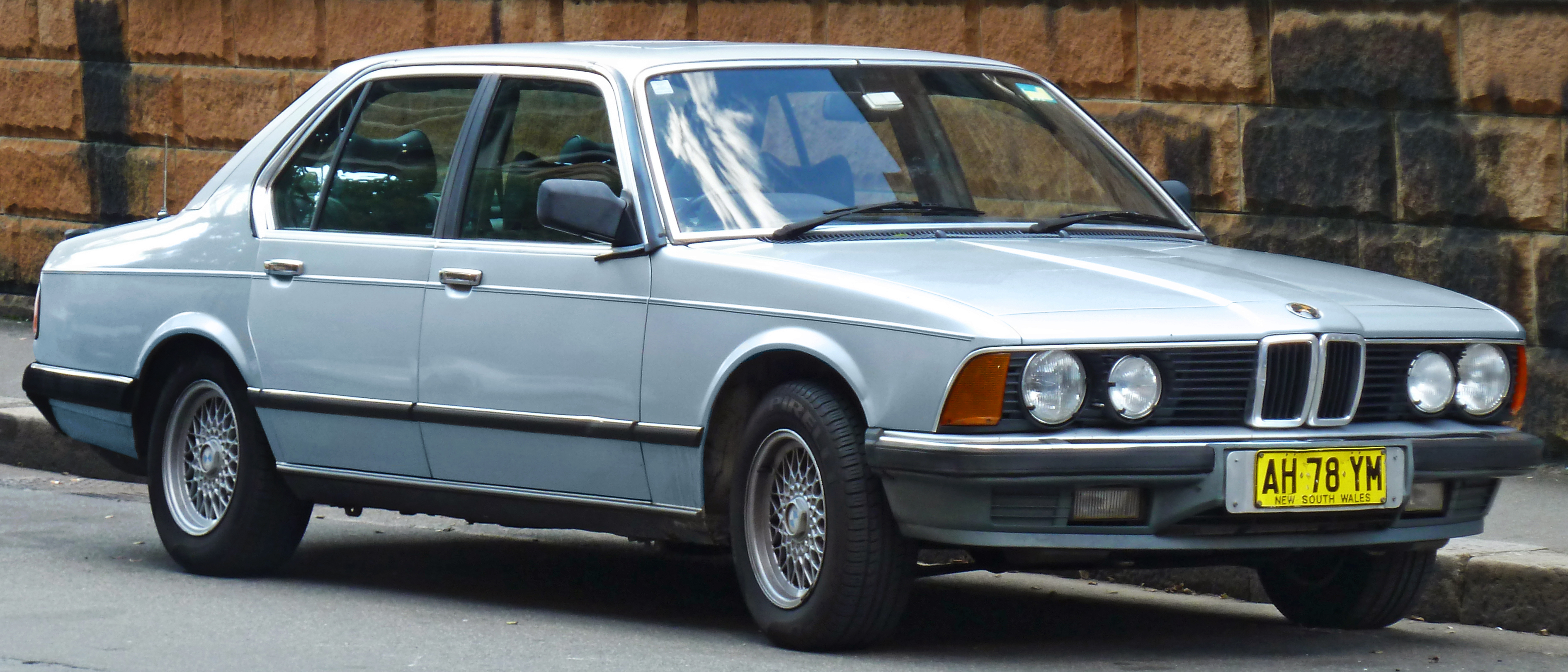
BMW Série 7 (1983–1986)
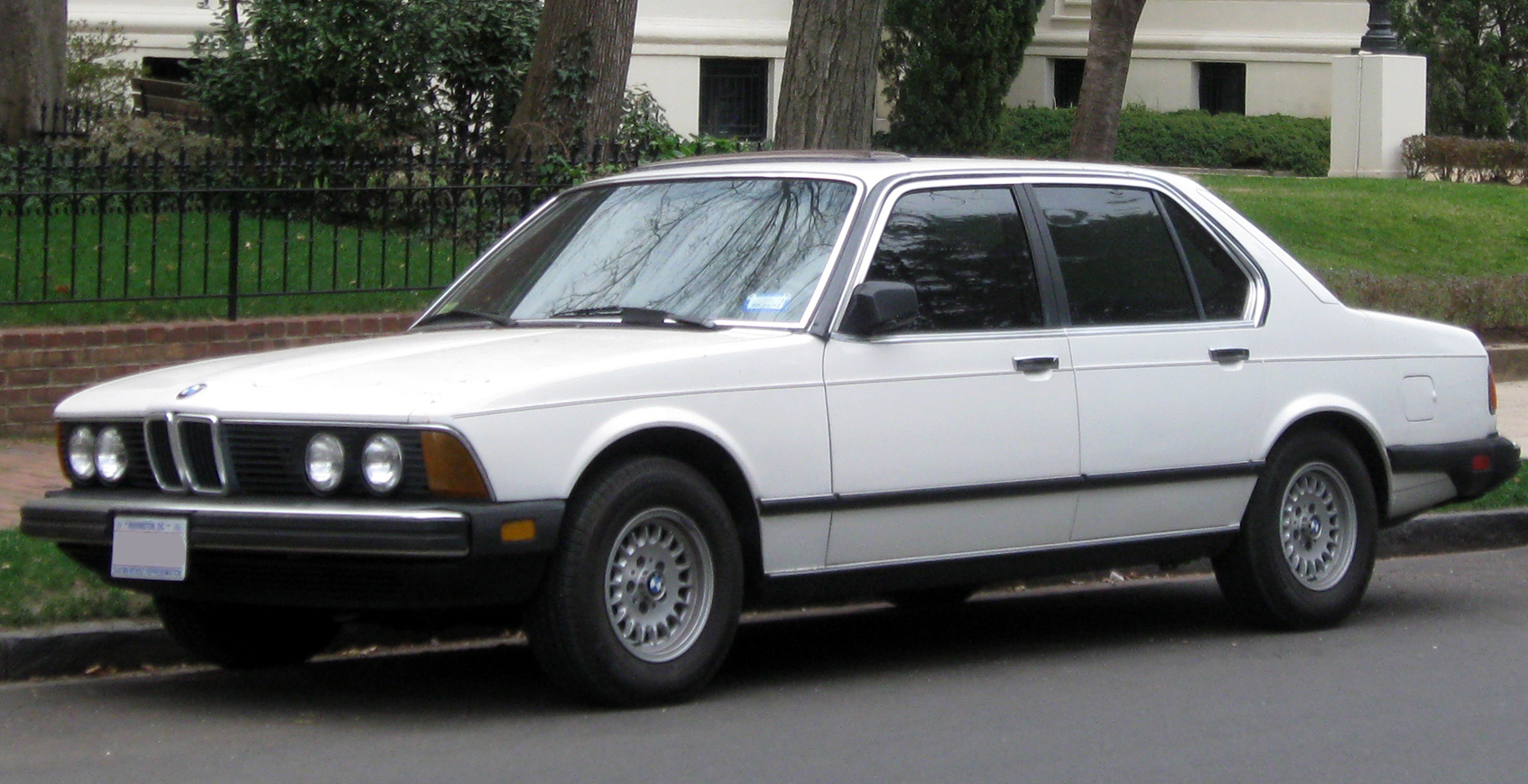
E23 USA (1983–1986)
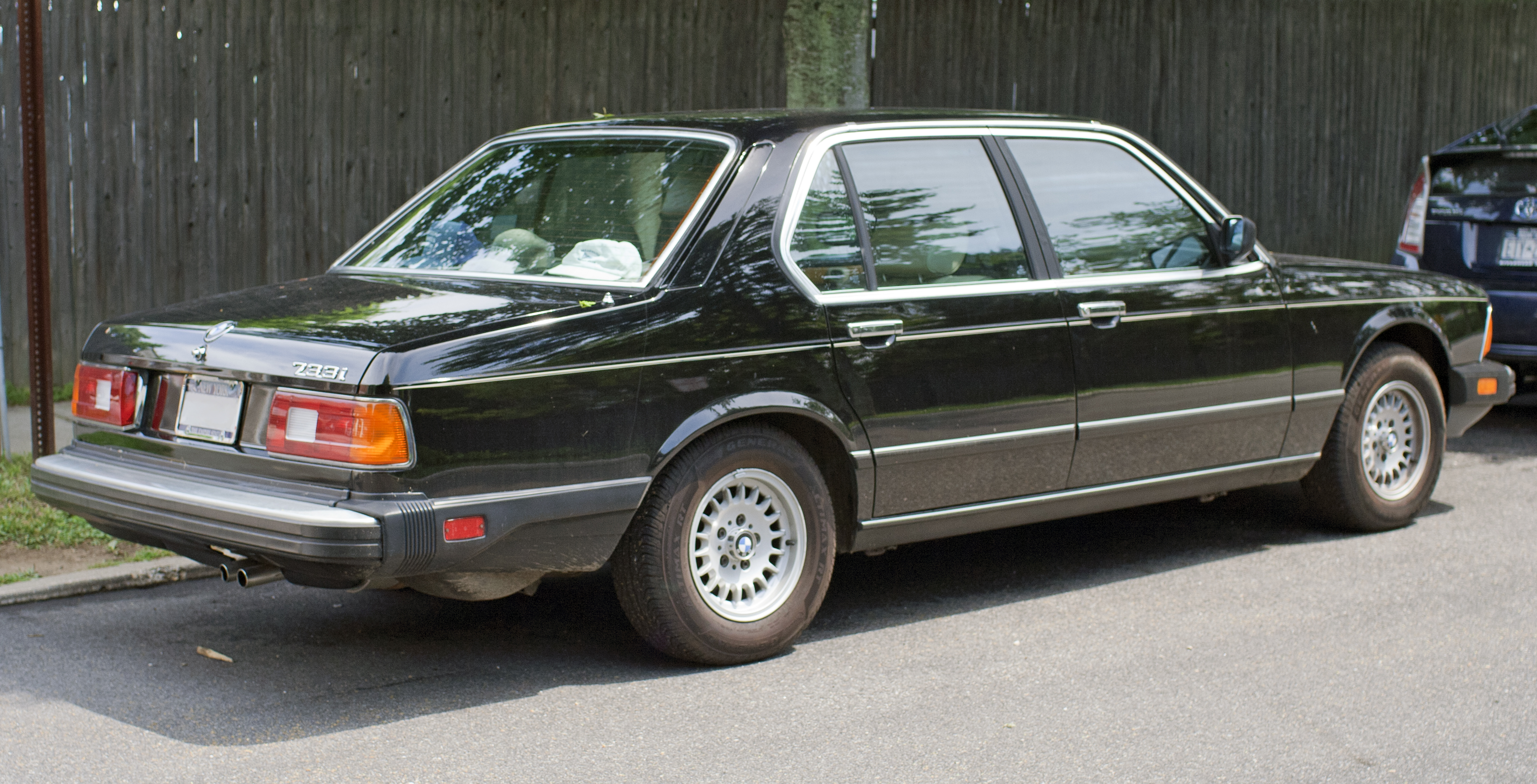
E23 USA (1983–1986), vue arrière
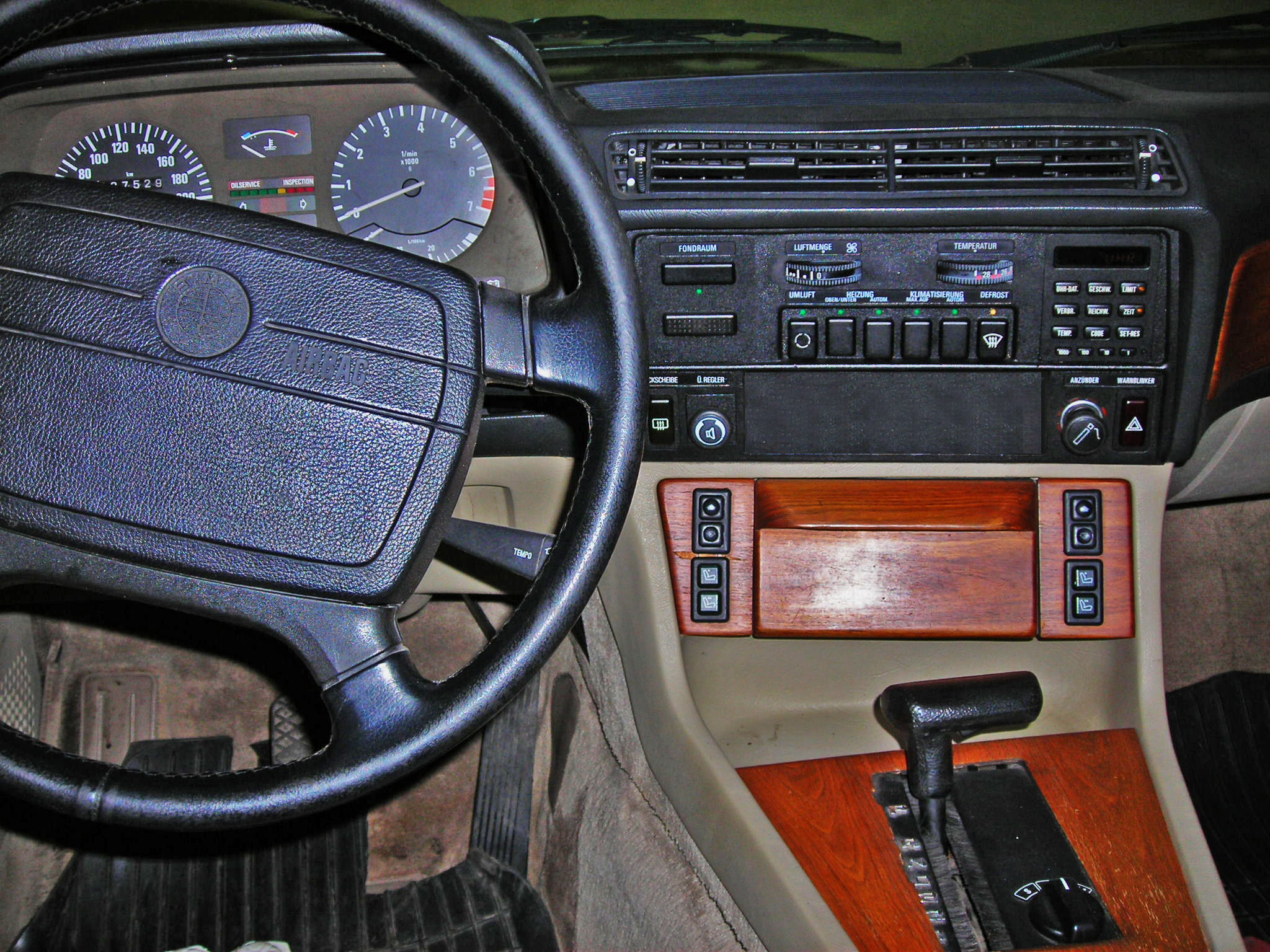
BMW 745i, vue du cockpit avec volant airbag

### Désignations du modèle
Les modèles de la Série 7 ont également une désignation de modèle numérique à trois chiffres.
Le premier chiffre, "7", représente la série. Les deux chiffres après le "7" désignent la cylindrée sous forme d'abréviation. Dans certains cas, cependant, un arrondi vers le haut ou vers le bas, en faveur de la désignation de modèle souhaitée, a lieu et n'est donc pas toujours mathématiquement correct. Une exception est la 745i avec turbocompresseur et intercooler, qui avait un moteur dérivé de celui de la BMW 732 avec une cylindrée initiale de 3 210 cm³. La puissance supérieure du moteur devait être exprimée de manière publicitaire au moyen d'un chiffre plus élevé. Selon la brochure BMW de 1980, cela a été déterminé en multipliant 32 par la formule pour les véhicules turbo usuelle dans le sport automobile à l'époque (cylindrée x 1,4 = la catégorie de cylindrée dans laquelle les véhicules turbo étaient utilisés). Avec une cylindrée de 3 210 cm³, cela a abouti au chiffre 4 494 (arrondi à 45). C'est probablement ainsi que le nom 745i est né. Des rumeurs contemporaines disaient que la désignation provenait du moteur douze cylindres qui était prévu à l'époque mais qui a été abandonné en raison de la deuxième crise pétrolière de 1979/80 mais qui a été conservé. La désignation de modèle 745i a été conservée jusqu’en 1983, lorsque la cylindrée a été portée à 3 430 cm³.
Le suffixe "i" dans le nom du modèle indique un moteur avec injection dans le collecteur d'admission ("i" = abréviation pour injection). Les modèles sans suffixe "i" ont un moteur à carburateur.

### Variantes pour l’exportation
La 745i n'était pas disponible au Royaume-Uni. Avec la conduite à droite qui y était courante, la colonne de direction montée à droite ne laissait aucune place au turbocompresseur. Par conséquent, il y avait, exclusivement pour le marché britannique, une 735 réglée par Alpina.
En Afrique du Sud, BMW Afrique du Sud fabriquait, à partir de 1983, à Rosslyn près de Pretoria le modèle E23 avec le moteur de la M635CSi, nommé M88/3 en interne; l'E23 avait une puissance de 213 kW (290 ch). Le couple du moteur était de 340 Nm à 4400 tr/min. Ce véhicule a été désigné BMW M745i et 192 unités ont été construites jusqu'en 1985. Ce véhicule était la BMW Série 7 la plus rapide au monde à l'époque.
Seules les versions 733i et 735i étaient disponibles aux États-Unis. À partir de 1985, la gamme de modèles a été élargie avec la L7. Il s'agissait d'une variante de luxe de la 735i exclusivement destinée au marché américain. Une différence importante était l'intérieur en cuir spécial, où le tableau de bord et les panneaux de porte étaient également recouverts de cuir. De nombreux extras optionnels ont été installés de série dans ce véhicule. Tous les modèles L7 ont une transmission automatique.

## Chiffres de production
La BMW Série 7 a été produite de mai 1977 à août 1986 selon les chiffres suivants :
| 725i            | 728                | 728i               | 730                | 732i               | 733i               | 735i               | 745i               |
| --------------- | ------------------ | ------------------ | ------------------ | ------------------ | ------------------ | ------------------ | ------------------ |
| 921 exemplaires | 30.717 exemplaires | 62.908 exemplaires | 16.848 exemplaires | 54.776 exemplaires | 27.238 exemplaires | 60.746 exemplaires | 16.031 exemplaires |

Au total, il y a eu plus de 270 000 E23, une augmentation d'environ 50% par rapport à l’E3 précédente qui a eu la même période de construction.